# Latvijas Vēstnesis
Latvijas Vēstnesis (Letlands Budbringer) er et officielt statsligt tidsskrift i Republikken Letland. Dagbladets formål og indhold er forbundet direkte med Letlands grundlovs 90. paragraf, der siger: "Enhver har ret til at kende sine rettigheder" (lettisk: Ikvienam ir tiesības zināt savas tiesības).  Tidsskriftet etableredes den 2. februar 1993 efter Letlands Ministerråds 47. beslutning med titlen "Om etableringen af den statslige virksomhed Latvijas Vēstnesis" (lettisk: Par valsts uzņēmuma "Latvijas Vēstnesis" nodibināšanu). Den første udgave udkom den 25. februar 1993, og der er udkommet mere end 4.500 udgaver siden. Tidsskriftet udgives af det statsejede anpartsselskab af samme navn.
Latvijas Vēstnesis har været tilgængeligt på internet siden 1995, og siden den 1. januar 2007 er det gratis at søge efter oplysninger på hjemmesiden. Latvijas Vēstnesis driver også webportalen likumi.lv, der giver adgang til alle Letlands love, Letlands regerings officielle dokumenter samt internationale aftaler Letland har indgået. Latvijas Vēstnesis driver også et faglitterært forlag.